# Hipparchia quadriocellata
Hipparchia quadriocellata är en fjärilsart som beskrevs av Barend J. Lempke 1957. Hipparchia quadriocellata ingår i släktet Hipparchia och familjen praktfjärilar. Inga underarter finns listade i Catalogue of Life.